# Саломон Рондон
Хосе Саломон Рондон Хіменес (ісп. José Salomón Rondón, нар. 16 вересня 1989, Каракас) — венесуельський футболіст, кращий бомбардир національної збірної Венесуели в історії, нападник мексиканської «Пачуки».

## Клубна кар'єра
Вихованець футбольної школи клубу «Арагуа». Дорослу футбольну кар'єру розпочав 2006 року в основній команді того ж клубу, в якій провів два сезони, взявши участь у 49 матчах чемпіонату. Більшість часу, проведеного у складі «Арагуа», був основним гравцем атакувальної ланки команди.
Своєю грою за цю команду привернув увагу представників тренерського штабу «Лас-Пальмаса», до складу якого приєднався влітку 2008 року. Відіграв за клуб з міста Лас-Пальмас-де-Ґран-Канарія наступні два сезони своєї ігрової кар'єри. Граючи у складі «Лас-Пальмаса» також здебільшого виходив на поле в основному складі команди.
У липні 2010 року уклав контракт з «Малагою», у складі якої провів наступні два роки своєї кар'єри гравця. Тренерським штабом нового клубу також розглядався як гравець «основи». У складі «Малаги» був одним з головних бомбардирів команди, маючи середню результативність на рівні 0,37 голу за гру першості.
5 серпня 2012 року перейшов до складу казанського «Рубіна». За два сезони провів за казанців 36 матчів у чемпіонаті Росії, в яких відзначився 13 влучними ударами. 31 січня 2014 року став гравцем санкт-петербурзького «Зеніта», уклавши з клубом контракт на 4,5 роки. Трансферна сума склала близько 18 мільйонів євро. За неповних два сезону здобув із пітерцями чемпіонство РПЛ у 2015 році та Суперкубок Росії. Загалом провів за команду 58 ігор у всіх турнірах і забив 28 м'ячів.
10 серпня 2015 року підписав чотирирічний контракт з англійським клубом «Вест Бромвіч Альбіон». Сума трансферу склала близько 12 млн фунтів, що зробило венесуельця найдорожчим гравцем в історії клубу. Дебютував в АПЛ 15 серпня того ж року у виїзній грі проти «Уотфорда» (0:0), замінивши на 62-й хвилині Крейга Гарднера. Перший м'яч в чемпіонаті Англії забив 29 серпня у ворота «Сток Сіті» (1:0). Після трьох сезонів у футболці «Вест Бромвіч Альбіона» (108 матчів - 28 голів в АПЛ) 6 серпня 2018 року відправився в річну оренду до «Ньюкасл Юнайтед», де зіграв 32 ігри в рамках АПЛ і відзначився 11 забитими голами.
19 липня 2019 року став гравцем китайського клубу «Далянь-Їфан», який очолив Рафаель Бенітес, знайомий Рондону по роботі в «Ньюкасл Юнайтед». Всього до кінця сезону 2019 провів за нову команду 11 ігор і забив 5 м'ячів. У наступній першості Китаю, який із-за пандемії COVID-19 стартував лише в липні зіграв за «Далянь-Їфан» у 16 зустрічах і записав до активу 9 влучних ударів. 
15 лютого 2021 року був орендований московським ЦСКА до кінця сезону 2020/21 (10 матчів - 4 голи в РПЛ).
31 серпня 2021 року вернувся до АПЛ, підписавши контракт із «Евертоном». Ліверпульська команда стала третьою в кар'єрі Рондона, де він працював під керівництвом Рафаеля Бенітеса. Дебютував за новий клуб в рамках АПЛ 13 вересня того ж року у домашній грі проти «Бернлі» (3:1). Єдиний гол у футболці «Евертона» забив 12 грудня 2021 року у програному виїзному матчі з «Крістал Пелес» (1:3).
У січні 2023 у статусі вільного агента перейшов до аргентинського «Рівер Плейта», з яким у підсумку став чемпіоном Аргентини. У складі команди провів 34 матчі у всіх турнірах і відзначився 10 забитими м'ячами.
31 грудня 2023 року заключив контракт із мексиканською «Пачукою». У перший свій сезон у Мексиці здобув із новою командою Кубок чемпіонів КОНКАКАФ-2024 і з 9 голами став кращим бомбардиром і кращим гравцем турніру.

## Виступи за збірні
2009 року залучався до складу молодіжної збірної Венесуели на молодіжному чемпіонаті світу в Єгипті, на якому зіграв у 3 матчах, забив 4 голи.
3 лютого 2008 року дебютував в офіційних матчах у складі національної збірної Венесуели в товариській грі проти збірної Гаїті (1:0), а вже 23 березня записав до свого активу дебютний гол за національну команду, засмутивши голкіпера збірної Сальвадору (1:0). 9 червня 2019 року після дублю у ворота збірної США (3:0) Рондон став кращим бомбардиром збірної Венесуели за всю історію з 24 забитими м'ячами
У складі збірної був учасником розіграшу Кубка Америки 2011, 2015, 2016, 2019, 2024 років.
Наразі провів у формі головної команди країни 108 матчів, забивши в них 44 гола.

## Титули і досягнення
Командні
 «Арагуа»
- Володар Кубку Венесуели: 2007

 «Зеніт»
- Чемпіон Росії: 2014/15
- Володар Суперкубка Росії: 2015

 «Рівер Плейт»
- Чемпіон Аргентини: 2023

 «Пачука»
- Володар Ліги чемпіонів КОНКАКАФ: 2024

Особисті
- Найкращий молодий гравець чемпіонату Венесуели: 2008
- Найкращий гравець місяця РФПЛ: вересень 2014[2]
- У списках 33 найкращих футболістів чемпіонату Росії: № 2 — 2015[3]
- Кращий бомбардир ліги чемпіонів КОНКАКАФ: 2024 (9 голів)
- Кращий гравець Ліги чемпіонів КОНКАКАФ: 2024